# العلاقات النمساوية البوتانية
العلاقات النمساوية البوتانية هي العلاقات الثنائية التي تجمع بين النمسا وبوتان.

## مقارنة بين البلدين
هذه مقارنة عامة ومرجعية للدولتين:
| وجه المقارنة                                              | النمسا                                                    | بوتان          |
| --------------------------------------------------------- | --------------------------------------------------------- | -------------- |
| المساحة (كم2)                                             | 83.86 ألف                                                 | 38.39 ألف      |
| عدد السكان (نسمة)                                         | 8.81 مليون                                                | 807.61 ألف     |
| الكثافة السكانية (ن./كم²)                                 | 105.06                                                    | 21.04          |
| العاصمة                                                   | فيينا                                                     | تيمفو          |
| اللغة الرسمية                                             | اللغة الألمانية، لغة الإشارة النمساوية ‏                   | لغة دزونكا     |
| العملة                                                    | يورو، شلن نمساوي، رايخ مارك، شلن نمساوي                   | نغولترم بوتاني |
| الناتج المحلي الإجمالي (بليون دولار)                      | 416.60 مليار                                              | 2.51 مليار     |
| الناتج المحلي الإجمالي (تعادل القوة الشرائية) بليون دولار | 426.99 مليار                                              | 6.49 مليار     |
| الناتج المحلي الإجمالي الاسمي للفرد دولار أمريكي          | 43.77 ألف                                                 | 2.66 ألف       |
| الناتج المحلي الإجمالي للفرد دولار أمريكي                 | 47.68 ألف                                                 | 7.82 ألف       |
| مؤشر التنمية البشرية                                      | 0.885                                                     | 0.605          |
| رمز المكالمات الدولي                                      | +43                                                       | +975           |
| رمز الإنترنت                                              | .at                                                       | .bt            |
| المنطقة الزمنية                                           | توقيت وسط أوروبا، ت ع م+01:00، ت ع م+02:00، أوروبا/فيينا ‏ | ت ع م+06:00    |

## منظمات دولية مشتركة
يشترك البلدان في عضوية مجموعة من المنظمات الدولية، منها:
| علم المنظمة | اسم المنظمة                        | تاريخ انضمام النمسا | تاريخ انضمام بوتان |
| ----------- | ---------------------------------- | ------------------- | ------------------ |
|             | وكالة ضمان الاستثمار متعدد الأطراف | 16 ديسمبر 1997      | 21 أكتوبر 2014     |
|             | منظمة الشرطة الجنائية الدولية      | ?                   | ?                  |
|             | منظمة حظر الأسلحة الكيميائية       | ?                   | ?                  |
|             | الأمم المتحدة                      | 14 ديسمبر 1955      | 21 سبتمبر 1971     |
|             | مؤسسة التمويل الدولية              | 28 سبتمبر 1956      | 1 ديسمبر 2003      |
|             | يونسكو                             | 13 أغسطس 1948       | 13 أبريل 1982      |
|             | مؤسسة التنمية الدولية              | 28 يونيو 1961       | 28 سبتمبر 1981     |
|             | بنك التنمية الآسيوي                | 1966                | 1982               |
|             | البنك الدولي للإنشاء والتعمير      | 27 أغسطس 1948       | 28 سبتمبر 1981     |
|             | الاتحاد البريدي العالمي            | ?                   | ?                  |
|             | الاتحاد الدولي للاتصالات           | 1866                | 15 سبتمبر 1988     |

## وصلات خارجية
- موقع وزارة الخارجية النمساوية
- موقع وزارة الخارجية البوتانية